# Zajčki
Zajčki (znanstveno ime Lyophyllum) so rod gliv iz družine zajčkark (Lyophyllaceae).

## Seznam zajčkov Slovenije[3]
- greneči zajček (Lyophyllum amariusculum)
- šopasti zajček (Lyophyllum capniocephalum)
- vodoljubni zajček (Lyophyllum caerulescens)
- debelolistni zajček (Lyophyllum crassifolium)
- rjavi zajček (Lyophyllum decastes)
- okajeni zajček (Lyophyllum deliberatum)
- umazani zajček (Lyophyllum immundum)
- Konradov zajček (Lyophyllum konradianum)
- trdokožni zajček (Lyophyllum loricatum)
- velikotrosni zajček (Lyophyllum macrosporum)
- smrdljivi zajček (Lyophyllum maleolens)
- črneči zajček (Lyophyllum oldae)
- vlažnorobi zajček (Lyophyllum semitale)
- podvihani zajček (Lyophyllum transforme)